# Passerina montivagus
Passerina montivagus är en tibastväxtart som beskrevs av Bredenkamp och A. E. van Wyk. Passerina montivagus ingår i släktet Passerina och familjen tibastväxter. Inga underarter finns listade i Catalogue of Life.